# Лу Грант
«Лу Грант» (англ. Lou Grant) — американский драматический телесериал, произведенный MTM Enterprises, который транслировался на канале CBS c 20 сентября 1977 по 13 сентября 1982 года. Один из немногих драматических сериалов в истории американского телевидения, «Лу Грант», стал спин-оффом ситкома «Шоу Мэри Тайлер Мур», в котором Эдвард Аснер на протяжении семи сезонов играл свою роль. Основное внимание в сериале уделялось Лу Гранту, который после увольнения с радиостанции стал главным редактором одного из таблоидов Лос-Анджелеса.
На протяжении всего пятилетнего периода трансляции сериал получал высокие оценки от критиков за реалистичное изображение сложных проблем с участием средств массовой информации и общества. В 1978 году проект получил премию «Пибоди», а в 1979 и 1980 годах «Эмми» за лучший драматический сериал. В общей сложности сериал 56 раз номинировался на «Эмми» в различных категориях и удостаивался высшей телевизионной награды тринадцать раз. Также сериал выиграл три премии «Золотой глобус», в том числе и за лучший телевизионный сериал — драма, а также был удостоен ряда других наград, в основном за режиссуру и сценарии.
«Лу Грант» был любим критиками, однако никогда не был хитом и не попадал в Топ 20 самых рейтинговых программ, несмотря на то, что транслировался после «МЭШ» и «Однажды за один раз», лидирующих в рейтингах. «Лу Грант» также рассматривается в качестве «моста» для студии Мэри Тайлер Мур между выпуском комедий, таких как «Шоу Мэри Тайлер Мур», а затем успехом более сложной драмы «Блюз Хилл-стрит».